# Alba pagana
Pour plus de détails, voir Fiche technique et Distribution.
Alba pagana est un film italien réalisé par Ugo Liberatore et sorti en 1970. Il met en scène Alessio Orano, Rossella Falk et Jane Birkin.
Il se déroule dans la plus célèbre et prestigieuse université britannique, Oxford. Le film offre une vision extérieure du monde anglo-saxon par un étudiant italien qui sera rejeté parce que trop décontracté et idéaliste. Oxford y est présenté comme pétri de conventions anciennes, traditionalistes et conservatrices, aux prises avec un monde en mutation et une génération rebelle, à cheval sur les années 60 et 70,.

## Fiche technique
Sauf indication contraire, les informations mentionnées dans cette section peuvent être confirmées par la base de données cinématographiques IMDb,  présente dans la section « Liens externes ».
- Titre original italien : Alba pagana[3]
- Titre anglais : May Morning
- Réalisation : Ugo Liberatore
- Scénario : Ugo Liberatore, George Crowther, Fulvio Gicca Palli
- Photographie : Angelo Lotti
- Montage : Franco Fraticelli
- Musique : Armando Trovajoli
- Décors : Giordano Scolari
- Production : Giancarlo Marchetti
- Sociétés de production : Mondial Televisione Film
- Pays de production :  Italie
- Langues originales : italien, anglais
- Format : Couleur par Technicolor - 2,35:1 - Son mono - 35 mm
- Genre : Drame
- Durée : 101 minutes[3]
- Dates de sortie : 
  - Italie : 3 août 1970
- Classification :
  - Italie : Interdit aux moins de 18 ans[3]

## Distribution
- Alessio Orano : Valerio Montelli
- Jane Birkin : Flora Finlake
- Rossella Falk : Mme Finlake
- John Steiner : Rodrick Rodney Stanton
- Ian Sinclair : Professeur Finlake
- Micaela Pignatelli : Amanda

## Exploitation
Le film a circulé dans les salles italiennes avec interdiction aux mineurs de moins de 18 ans. Il a ensuite été diffusé à la télévision sur les premières chaînes de télévision italiennes en 1980 et n'est pas repassé depuis.